# Violet La Plante
Pour les personnes ayant le même prénom, voir Violet (homonymie).
Violet La Plante, aussi connue sous le nom de Violet Avon, est une actrice américaine née à Saint-Louis (Missouri) le 17 janvier 1908 et morte à La Jolla (Californie) le 1er juin 1984. Elle fut une actrice du cinéma muet hollywoodien.
Sœur cadette de Laura La Plante, star d'Hollywood, elle fit ses débuts en 1924 aux côtés de Buddy Roosevelt dans Battling Buddy. Cette même année, elle participa à quatre autres films, mais seulement un en 1925, ce qui lui permit d'intégrer deux ans après sa sœur la liste des WAMPAS Baby Stars (à cette époque, "baby star" était le terme utilisé pour "starlette"). Mais malgré cette nomination, elle n'aura jamais le même succès que son aînée. En 1926 et 1927, elle ne fit qu'un film, puis deux en 1928. Sa carrière était donc finie avant même l'apparition du cinéma parlant, son dernier rôle ayant été dans How to Handle Women en 1928.

## Filmographie
- 1924 : Battling Buddy de Richard Thorpe
- 1924 : The Clean Heart de James Stuart Blackton
- 1924 : Walloping Wallace, de Richard Thorpe
- 1924 : His Majesty the Outlaw
- 1925 : The Hurricane Kid d'Edward Sedgwick
- 1926 : The Ramblin' Galoot
- 1927 : The Haunted Homestead de William Wyler
- 1928 : My Home Town de Scott Pembroke
- 1928 : Le Prince des cacahuètes (How to Handle Women) de William J. Craft